# Bupota galbana
Bupota galbana är en fjärilsart som beskrevs av Paul E. Whalley 1971. Bupota galbana ingår i släktet Bupota och familjen Thyrididae. Inga underarter finns listade i Catalogue of Life.